# Mia Milia
Mia Milia (in greco Μια Μηλιά? o Μία Μηλιά; in turco Haspolat) è un villaggio industrializzato e un sobborgo orientale di Lefkoşa. Haspolat è sotto il controllo de facto di Cipro del Nord. Nel 2011 aveva una popolazione di 4.204 abitanti, che comprendeva turco-ciprioti e cittadini turchi.

## Origini del nome
Mia Milia in greco significa "un miglio", ma è possibile che il villaggio fosse originariamente chiamato Enia Milies, che significa "nove mele". Nel 1975, i turco-ciprioti ribattezzarono il villaggio Haspolat, in onore di un soldato turco, Mehmet Haspolat, che morì vicino a questo punto il 16 agosto 1974 durante l'offensiva militare turca.

## Storia
Mia Milia è ricordata già all'inizio del XIII secolo in documenti papali.

## Società

### Evoluzione demografica
Per tutto il periodo del dominio coloniale britannico il villaggio fu abitato esclusivamente da greco-ciprioti. Durante questo periodo, la crescita della popolazione del villaggio aumentò costantemente da 302 abitanti nel 1891 a 1.072 nel 1960.
Nel 1973, Mia Milia aveva una popolazione interamente greco-cipriota di 1.381 persone.
Tutti i greco-ciprioti di Mia Milia nell'agosto 1974 fuggirono dall'esercito turco che avanzava e dai combattenti turco-ciprioti di Nicosia. Attualmente, come il resto dei greco-ciprioti sfollati, i greco-ciprioti di Mia Milia sono sparsi nel sud dell'isola, soprattutto nelle città. Il numero di greco-ciprioti di Mia Milia espulsi nel 1974 era di circa 1.200 (1.070 nel 1960).
Attualmente il villaggio è abitato da turco-ciprioti provenienti dalle aree intorno a Nicosia che furono sfollati nel 1963 e non poterono tornare alle loro case, in quanto erano state distrutte. Ci sono anche molti turchi stabilitisi qui negli anni '70 e '80, la maggior parte originari delle province di Adana e Hatay dell'Anatolia meridionale. Inoltre, un boom edilizio negli anni 2000 ha attirato molti turco-ciprioti della classe operaia e media da altre parti, che hanno costruito case e comprato proprietà qui. Lo sviluppo ha accelerato la crescita della popolazione del quartiere, e ha portato ad un aumento da 1.343 abitanti nel 1996 a 3.380 nel 2006. Negli ultimi anni, molti lavoratori turchi della zona industriale e le loro famiglie si sono stabiliti in alcune delle case semidistrutte e delle officine distrutte durante la guerra del 1974. Questi migranti hanno fondato un quartiere di baraccopoli nelle vicinanze della zona industriale.

## Cultura

### Istruzione

#### Università
L'Università Internazionale di Cipro è situata nella cittadina.

## Economia

### Industria
La principale area industriale del periodo pre-1974 si trova a sud di Mia Milia, e solo alcune delle fabbriche, laboratori di produzione o magazzini sono attualmente in uso. Anche il nuovo impianto di trattamento delle acque di Nicosia si trovano all'interno dei suoi confini.

## Sport

### Calcio
Il villaggio è il luogo di nascita di Sotiris Kaiafas, calciatore cipriota in pensione e vincitore della Scarpa d'oro.